# Campionat del món de ciclisme en pista de 1989
El Campionat Mundial de Ciclisme en Pista de 1989 es va celebrar a Lió (França) a l'agost de 1989.
Les competicions es van celebrar al Tête d'Or (Georges Prévéral) Velodrome de Lió. En total es va competir en 15 disciplines, 12 de masculines i 3 de femenines.

## Resultats

### Masculí

#### Professional
| Prova                 | Or                            | Argent                    | Bronze                       |
| Velocitat individual  | Claudio Golinelli · Itàlia    | Yuichiro Kamiyama · Japó  | Hideyuki Matsui · Japó       |
| Persecució individual | Colin Sturgess · Regne Unit · | Dean Woods · Austràlia    | Régis Clère · França         |
| Cursa per punts       | Urs Freuler · Suïssa ·        | Gary Sutton · Austràlia   | Martin Penc · Txecoslovàquia |
| Keirin                | Claudio Golinelli · Itàlia    | Patrick Da Rocha · França | Masatoshi Sako · Japó        |
| Darrere moto          | Giovanni Renosto · Itàlia     | Walter Brugna · Itàlia    | Torsten Rellensmann · RFA    |

#### Amateur
| Prova                     | Or                                                                  | Argent                                                                                  | Bronze                                                                 |
| Velocitat individual      | Bill Huck · RDA                                                     | Michael Hübner · RDA                                                                    | Nikolaï Kovch · Unió Soviètica                                         |
| Persecució individual     | Viatxeslav Iekímov · Unió Soviètica                                 | Jens Lehmann · RDA                                                                      | Steffen Blochwitz · RDA                                                |
| Persecució per equips     | RDA · Steffen Blochwitz · Carsten Wolf · Thomas Liese · Guido Fulst | Unió Soviètica · Ievgueni Berzin · Viatxeslav Iekímov · Michail Orlov · Dmitri Nelyubin | Itàlia · Marco Villa · Giovanni Lombardi · Ivan Cerioli · David Solari |
| Quilòmetre contrarellotge | Jens Glücklich · RDA ·                                              | Martin Vinnicombe · Austràlia ·                                                         | Alexandre Kiritchenko · Unió Soviètica                                 |
| Cursa per punts           | Marat Satybaldeiev · Unió Soviètica ·                               | Fabio Baldato · Itàlia ·                                                                | Leo Peelen · Països Baixos ·                                           |
| Tàndem                    | França · Fabrice Colas · Frédéric Magné                             | Txecoslovàquia · Jiri Iliek · Lubomír Hargaš                                            | Itàlia · Andrea Faccini · Federico Paris                               |
| Darrere moto              | Roland Königshofer · Àustria                                        | Tonino Vittigli · Itàlia                                                                | Thomas Königshofer · Àustria                                           |

### Femení
| Prova                 | Or                             | Argent                               | Bronze                          |
| Velocitat individual  | Erika Salumäe · Unió Soviètica | Galina Yenyuchina · Unió Soviètica · | Isabelle Gautheron · França     |
| Persecució individual | Jeannie Longo · França         | Petra Rossner · RDA                  | Barbara Ganz · Suïssa           |
| Cursa per punts       | Jeannie Longo · França         | Barbara Ganz · Suïssa                | Janie Eickhoff · Estats Units · |

## Medaller
| Pos. | País           | Or | Plata | Bronze | Total |
| 1    | Itàlia         | 3  | 3     | 2      | 8     |
| 2    | RDA            | 3  | 3     | 1      | 7     |
| 3    | Unió Soviètica | 3  | 2     | 2      | 7     |
| 4    | França         | 3  | 1     | 2      | 6     |
| 5    | Suïssa         | 1  | 1     | 1      | 3     |
| 6    | Àustria        | 1  | 0     | 1      | 2     |
| 7    | Regne Unit     | 1  | 0     | 0      | 1     |
| 8    | Austràlia      | 0  | 3     | 0      | 3     |
| 9    | Japó           | 0  | 1     | 2      | 3     |
| 10   | Txecoslovàquia | 0  | 1     | 1      | 2     |
| 11   | RFA            | 0  | 0     | 1      | 1     |
| 11   | Estats Units   | 0  | 0     | 1      | 1     |
| 11   | Països Baixos  | 0  | 0     | 1      | 1     |
|      | TOTAL          | 15 | 15    | 15     | 45    |